# Drăgești (okręg Bacău)
Drăgești – wieś w Rumunii, w okręgu Bacău, w gminie Dămienești. W 2011 roku liczyła 315 mieszkańców.